# 1442 Корвіна
1442 Корвіна (1442 Corvina) — астероїд головного поясу, відкритий 29 грудня 1937 року.
Тіссеранів параметр щодо Юпітера — 3,292.